# Szentviktori Hugó
Szentviktori Hugó  O.S.A. (francia: Hugo de Sancto Victore) (1096/1097 körül – 1141. február 11.) középkori francia filozófus, skolasztikus teológus, misztikus író, Ágoston-rendi kanonok.

## Élete
Életét a jámborságnak és a tanításnak szentelte, de ezen kívül keveset tudni róla, azt is csak a Clairvaux-i Szent Bernáttal való levelezéséből ismerjük.
Születése vitatott: némelyek a Flandriai Ypernből, mások szerint a szász Blankenburg grófi családból, vagy éppen Lotaringiából származott. Csak egy részletet árul el ifjúságáról, amikor ezt írja: „Gyermekkorom óta száműzött vagyok”. 
Az egyik hagyomány szerint, amely szerint a szászországi Blankenburg grófok családjából származott, rokonságban állt Reinhard halberstadti püspökkel. Miután szerzetes lett, a püspök külföldre küldte.
18 éves korában lett szerzetes, amikor belépett a hamersleveni ágostonos kanonokokhoz. Ezután nagybátyjával, Halberstadti Hugóval Párizsba mentek, ahol 1115 körül az újonnan alapított ágostonos Szent Viktor apátságba került, ahol valószínűleg az alapító, Champeaux-i Vilmos tanítványa lett. Erről az apátságról kapta a nevét is. Egy feljegyzés alapján Hugó nagybátyja nagy ajándékot adott az apátságnak.
Körülbelül 1120-tól haláláig a kolostori iskola vezető tanára, majd 1133-tól rövid ideig a kolostor priorja volt. Az apátságot csak ritkán hagyta el, egyszer II. Ince pápa idején Franciaországban vagy Itáliában járt a pápai udvarban.
Ismeretes, hogy nem vett részt Pierre Abélard 1140-es, sens-i elítélésében.
Haláláról Osbert kanonok, a Szt. Viktor apátság infirmáriusa számolt be (PL 175:161).

## Munkássága
Sokáig a filozófiatörténészek többsége egy szűk látókörű, a gondolkodás és a tanulmányozás világától elzárt misztikust látott benne, aki inkább akadályozta, mint segítette a tudományos fejlődést. Munkáinak komoly vizsgálata után Harnack egyháztörténész "a 12. század legbefolyásosabb teológusának" nevezte.
Tanítása éreztette hatását a skolasztika egész fejlődésére. De ő nem egy tipikus skolasztikus filozófus, mert a Szent Bernát közeli misztikus irány felé hajlik. Az Istenhez való eljutást a gondolkodás (cogitatio), elmélkedés (meditatio) és szemlélés (contemplatio) hármasságával írja le, és annak legfontosabbnak tartott elemét, a contemplatio szintjét nem önmagában, hanem a szeretettel összekapcsolva. Ő volt a kezdeményezője a 12. század második felében a Szent Viktor iskola miszticizmusának. Bensőséges hangú imádkozó-elmélkedő művei miatt „második Ágostonnak” is nevezték.
Jelentősége a reguláris kanonok történetében hasonló, mint Szent Bernáté a monasztikus szerzetességben.
A főbb mesterek, akik hatással voltak rá: Szent Bernát, Hrabanus Maurus (maga is Alcuin tanítványa), Beda Venerabilis, Yves de Chartres,  Johannes Scotus Erigena és talán még Pszeudo-Dionüsziosz is.
Ismertté vált Hugo három szemről szóló tana: Az első szem a test szeme, amellyel érzékeli az empirikus világot és a gyakorlati dolgokat. A második szemmel, az értelem (vagy filozófia) szemével az ember megtapasztalja a saját lényének mélységeit. Míg a harmadik szem a szellem világát és mindenekelőtt magát Istent érzékeli, betekintést enged az embernek a lényeges dolgokba és a túlvilági életbe.
Filozófiai szempontból fő műve a Didascalion. Teológiai téren a De Sacramentis legis naturalis et scriptae és különösen a De Sacramentis Christianae fidei, valamint a Summa Sententiarum.

## Művei
Írásainak számát 2500 (!) teszik. Írásait a Patrologia Latina 175–177. kötetében tették közzé. Ezek közül a jelentősebbek:
- Didascalion vagy De eruditione didascalica (kezdő teológusok számára, 6 könyv),[6] az összes akkoriban ismert tudomány enciklopédiája és metodologiája[3]
- De sacramentis christianae fidei (A kereszténység titkairól, 3 könyv),[6] az összes hitágazat rendszeres tárgyalása misztikus módon[3]
- Summa sententiarum,[6] Hugonak tulajdonított (vitatott szerzőségű) mű, a De sacramentis kivonata[3]
- Az imádság módjáról, kisebb misztikus értekezés[3]
- A világ hiúságáról, kisebb misztikus értekezés[3]
- Noé bárkájáról, kisebb misztikus értekezés[3]
- Magyarázatok Pszeudo-Dionüsziosz Hierarchia coelestiséhez[3]
- Levelezése[3]

### Magyarul
- Hugo de Sancto Victore: Didascalion (ford. Maróti Egon) IN: Az égi és a földi szépről – Források a későantik és a középkori esztétika történetéhez (közreadja Redl Károly), Gondolat Könyvkiadó, Budapest, 1988, ISBN 963-281-843-1, 286–295. o.
- Részlet IN: Kulcsár Zsuzsanna: A középkori élet, Gondolat Könyvkiadó, Budapest, 1964, 66–67. o.